# Юр'єв Зиновій Юрійович
Зино́вій Ю́рійович Ю́р'єв (рос. Зино́вий Ю́рьевич Ю́рьев, при народженні Зяма Юдович Гринман, 1 липня 1925, Чашники — 22 червня 2020, Москва) — російський письменник-фантаст та журналіст.

## Біографія
Зяма Грінман народився 1 липня 1925 року в містечку Чашники в Білорусі. У 1942—1946 роках майбутній письменник проходив службу в Радянській Армії. Після демобілізації Зяма Грінман закінчив Московський інститут іноземних мов. Після закінчення інституту він працював учителем англійської мови в школі та в технікумі. Пізніше вже під псевдонімом «Зиновій Юр'єв» розпочав працювати у всесоюзному сатиричному журналі «Крокодил». У цьому журналі Зиновій Юр'єв розпочав публікуватися у 1952 році, початково як сатирик та памфлетист. Перший свій фантастичний твір — повість «Фінансист рачки» — письменник опублікував у 1964 році в журналі «Смена». Більшу частину творчості Юр'єва складають романи-памфлети, присвячені розвінчуванню так званої «західної пропаганди» (зокрема, «Повна переробка», «Позов», «Біле зілля»), частина його творів присвячена контакту з іншими цивілізаціями («Повелитель еллів», «Дарую вам пам'ять»), деякі твори присвячені також проблемі клонування людини («Людина під копірку»). У останні роки існування СРСР творчість письменника була частково спрямована на критику існуючого в СРСР ладу, зокрема це помітно в романі «Бета Сім при ближчому розгляді», частково помітно також в пізніших версіях роману «Чорний Яша». У романі «Далекі родичі» письменник на фоні фантастичного сюжету критикує порядки в радянському будинку пристарілих. Узагалі Юр'єв був досить продуктивним письменником, проте швидко досяг свого рівня, і в його пізніших творах містяться елементи самоповтору.
Після розпаду СРСР Зиновій Юр'єв не сприйняв нову російську дійсність, і на тривалий час відійшов від фантастики. Тривалий час він займався підприємницькою діяльністю — разом із дружиною видавав англомовний журнал «Путівник Росією». З початку ХХІ століття повернувся до фантастики, видав ще кілька романів «Брат мій, ящер», «Чуже тіло», «Ангел смерті подає у відставку», «Провидець».
У творчому доробку Зиновія Юр'єва є також книга про відомого хокеїста Валерія Харламова «Форвард № 17», написана у співавторстві із відомим спортивним журналістом Володимиром Дворцовим. Зиновій Юр'єв є також автором сценарію до фільму «Ідеальний злочин», а також неопублікованих кіносценаріїв «72 градуси нижче нуля», «П'ятдесят на п'ятдесят», «Така жорстока гра — хокей».

## Особисте життя
Зиновій Юр'єв одружений, його дружина журналіст. Його син, Михайло Зиновійович Юр'єв (1959—2019) був відомим російським підприємцем, був також депутатом Державної думи Росії та пізніше заступником її голови у 1995—1999 роках.

## Твори

### Романи
- 1973 «Белое снадобье»
- 1975 «Полная переделка»
- 1977 «Быстрые сны»
- 1978 «Чёрный Яша»
- 1980 «Дарю вам память»
- 1982 « Иск»
- 1988 «Повелитель эллов»
- 1990 «Бета Семь при ближайшем рассмотрении»
- 2008 «Брат мой, ящер»
- 2011 «Чужое тело»
- 2012 «Ангел смерти подаёт в отставку»
- 2012 «Предсказатель»

### Повісті
- 1964 «Финансист на четвереньках»
- 1965 «Звук чужих мыслей»
- 1966 «Башня мозга»
- 1967 «Альфа и омега»
- 1970 «Рука Кассандры»
- 1971 «Кукла в бидоне»
- 1973 «Человек под копирку»
- 1976 «Быстрые сны»
- 1984 «Беседы с королем Цурри-Эшем двести десятым»
- 1984 «Часы без пружины»
- 1985 «Тонкий голосок безымянного цветка»
- 1991 «Дальние родственники»
- 2007 «Смертельное бессмертие»

## Нагороди та премії
Зіновій Юр'єв був лауреатом премії «Аеліта» у 1982 році та премії «Великий Роскон» (2007).